# Сьюдад-дель-Есте
Сьюда́д-дель-Е́сте (ісп. Ciudad del Este — «східне місто») — місто на сході Парагваю за 327 км від столиці, адміністративний центр департаменту Альто-Парана. Це друге місто Парагваю за населенням та рівнем економічного розвитку, тут знаходиться Національний східний університет. Місто є частиною трикутника, відомого як «Потрійний кордон» (Triple Frontera або Tríplice Fronteira). Місто зв'язане із бразильським містом Фос-ду-Іґуасу мостом Дружби через річку Парана, через який проходить більша частина парагвайської зовнішньої торгівлі.

## Економіка

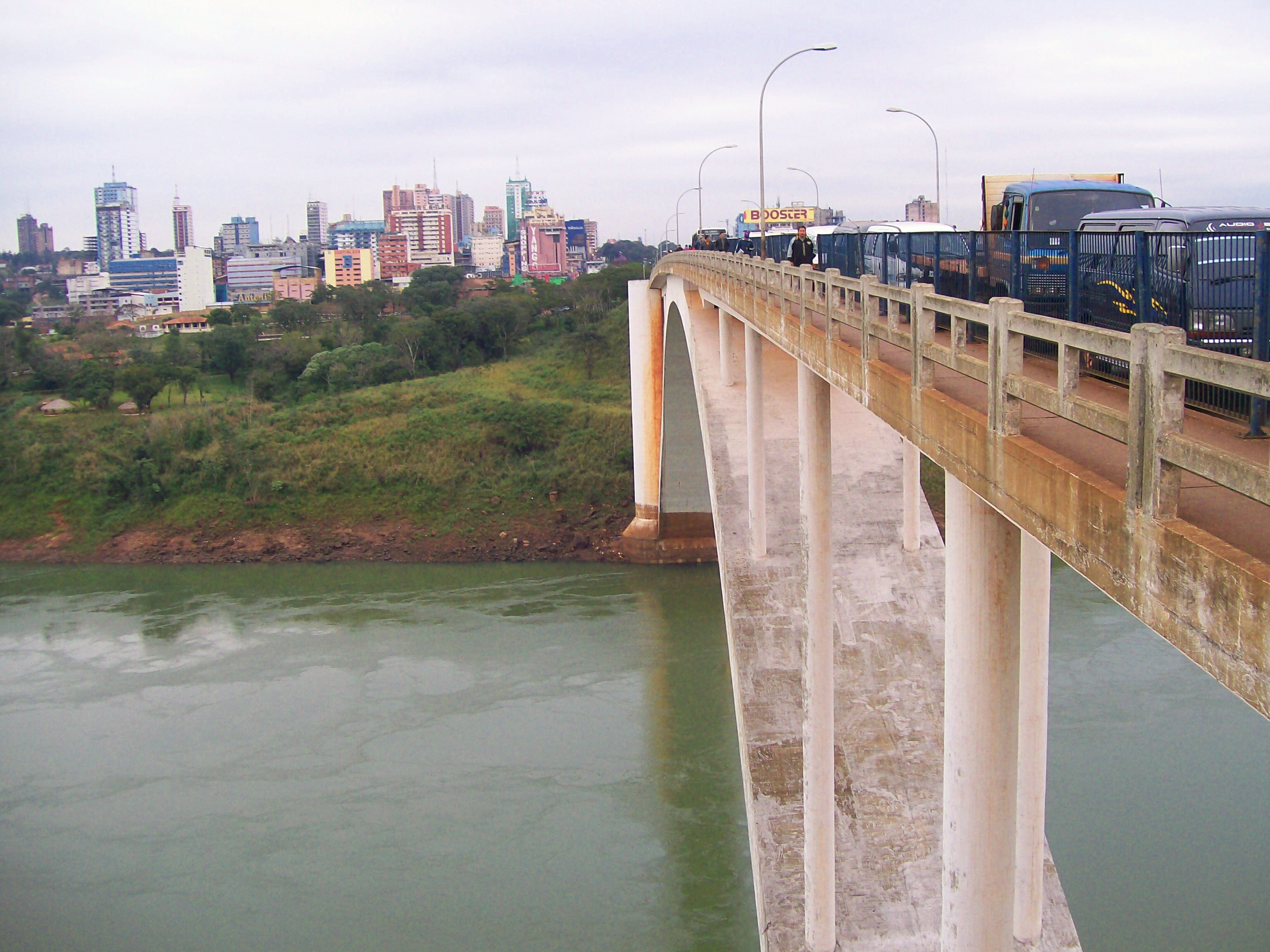
Міст Дружби через Парану

Сьюдад-дель-Есте виробляє близько 60 % ВВП Парагваю. Це — третя за величиною вільна економічна зона у світі після Маямі і Гонконгу. Тут розташована парагвайська частина адміністрації компанії, що управляє гідроелектростанцією «Ітайпу» — Itaipu Binacional, що належить в рівних частках Бразилії та Парагваю. Економіка міста (і в цілому Парагваю) орієнтована на економіку Бразилії, так як 95 % виробленої «Ітайпу» електроенергії продається в Бразилію (щорічно на суму 300 млн доларів США). Кожен день безліч бразильців перетинають кордон, щоб купити в Сьюдад-дель-Есте дешеві товари, в основному — побутову електроніку, річний товарообіг оцінюється в суму 1,2 млрд доларів США.
Основне заняття населення — торгівля і контрабанда. Сьюдад-дель-Есте часто називають «латиноамериканським Гонконгом». Центр міста являє собою величезний ринок. Тільки невелика частка цієї торгівлі легальна, решта — контрабанда в сусідні Аргентину і Бразилію. Велика частина товарів є підробки відомих торгових марок. За деякими даними, торговий оборот цього «чорного ринку» в п'ять разів перевищує обсяг національної економіки, що веде до зростання злочинності .

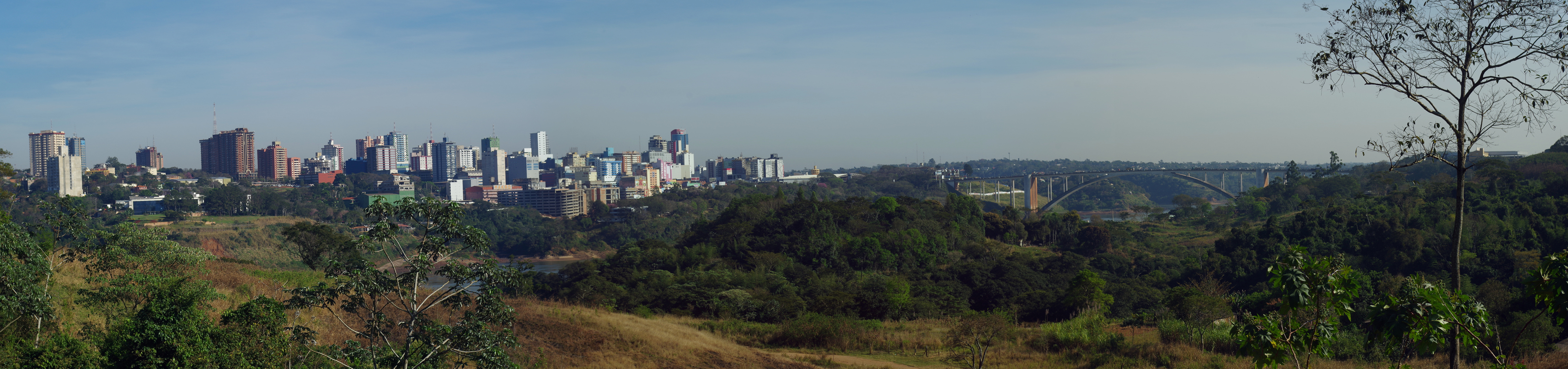
Вид на Сьюдад-дель-Есте з боку Бразилії. Праворуч — Міст Дружби.

## Клімат
Місто знаходиться у зоні, котра характеризується вологим субтропічним кліматом. Найтепліший місяць — січень із середньою температурою 26.8 °C (80.3 °F). Найхолодніший місяць — червень, із середньою температурою 17.1 °С (62.8 °F).
| Клімат Сьюдад-дель-Есте | Клімат Сьюдад-дель-Есте | Клімат Сьюдад-дель-Есте | Клімат Сьюдад-дель-Есте | Клімат Сьюдад-дель-Есте | Клімат Сьюдад-дель-Есте | Клімат Сьюдад-дель-Есте | Клімат Сьюдад-дель-Есте | Клімат Сьюдад-дель-Есте | Клімат Сьюдад-дель-Есте | Клімат Сьюдад-дель-Есте | Клімат Сьюдад-дель-Есте | Клімат Сьюдад-дель-Есте | Клімат Сьюдад-дель-Есте |
| Показник                | Січ.                    | Лют.                    | Бер.                    | Квіт.                   | Трав.                   | Черв.                   | Лип.                    | Серп.                   | Вер.                    | Жовт.                   | Лист.                   | Груд.                   | Рік                     |
| Середній максимум, °C   | 32                      | 31,6                    | 30,9                    | 27,8                    | 24,5                    | 22,3                    | 22,9                    | 24,6                    | 26,1                    | 28,5                    | 30,2                    | 31,4                    | 27,7                    |
| Середня температура, °C | 26,9                    | 26,6                    | 25,6                    | 22,6                    | 19,2                    | 17,1                    | 17,2                    | 18,8                    | 20,4                    | 22,9                    | 24,5                    | 26,1                    | 22,3                    |
| Середній мінімум, °C    | 21,7                    | 21,5                    | 20,4                    | 17,3                    | 14                      | 11,9                    | 11,5                    | 12,9                    | 14,6                    | 17,3                    | 18,8                    | 20,8                    | 16,9                    |
| Норма опадів, мм        | 193.1                   | 165.7                   | 138.9                   | 146.5                   | 158.6                   | 152.1                   | 97.8                    | 114.5                   | 149.2                   | 193.7                   | 176.6                   | 165.4                   | 1852.1                  |
| Днів з опадами          | 11                      | 10                      | 8                       | 7                       | 8                       | 8                       | 7                       | 7                       | 9                       | 10                      | 8                       | 9                       | 102                     |
| ----------------------- | ----------------------- | ----------------------- | ----------------------- | ----------------------- | ----------------------- | ----------------------- | ----------------------- | ----------------------- | ----------------------- | ----------------------- | ----------------------- | ----------------------- | ----------------------- |
| Джерело: Weatherbase    |                         |                         |                         |                         |                         |                         |                         |                         |                         |                         |                         |                         |                         |

## Цікаві факти
У Сьюдад-дель-Есте проходили зйомки фільму «Поліція Маямі: Відділ моралі».
На радянських картах місто носило назву  Ернандарьяс замість Пуерто-Пресиденте-Стресснер